# Yuji Ito
Yuji Ito (født 20. juni 1965) er en tidligere japansk fodboldspiller.
Han har spillet for flere forskellige klubber i sin karriere, herunder Yanmar Diesel og Nagoya Grampus Eight.